# Lautertal (Odenwald)

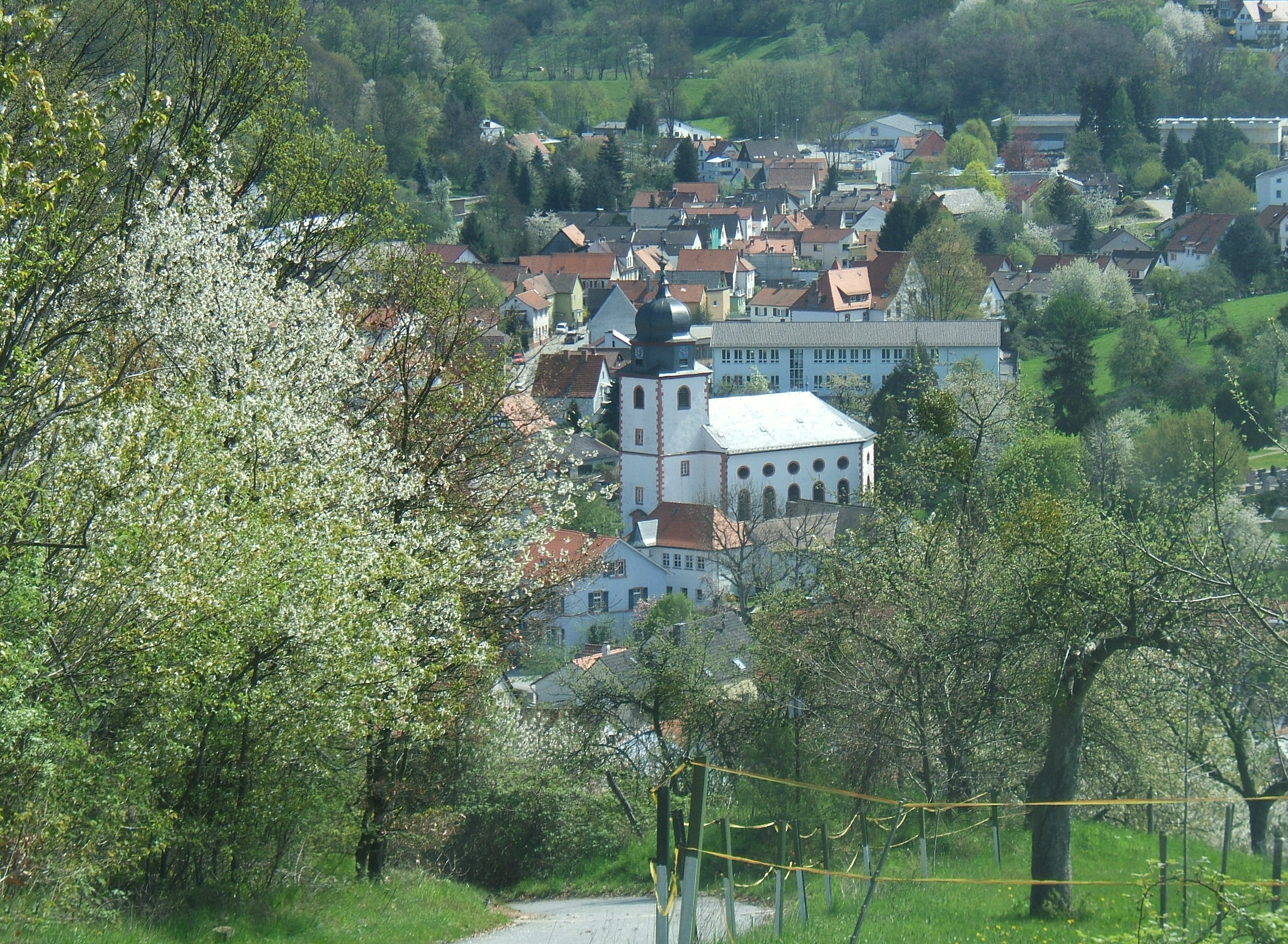
Ortsteil Reichenbach mit evangelischer Kirche – dahinter sind die Felsenmeerschule und am rechten oberen Bildrand eine Natursteinfabrik zu sehen

Lautertal (Odenwald) ist eine Ende 1971 neu geschaffene Gemeinde im südhessischen Landkreis Bergstraße im Odenwald. Sitz der Gemeindeverwaltung ist der Ortsteil Reichenbach.

## Geographie

### Geographische Lage
Das Lautertal beginnt bei der Quelle des Baches Lauter an der Neunkircher Höhe und verläuft in westliche Richtung zunächst breiter, dann recht schmal und steil bis an die Bergstraße, wo die Lauter in Bensheim ihren Namen in Winkelbach ändert. Außerdem gehören zu Lautertal mehrere Höhenzüge zu beiden Seiten des eigentlichen Tales.

### Nachbargemeinden
Lautertal grenzt im Norden an die Gemeinden Seeheim-Jugenheim und Modautal im Landkreis Darmstadt-Dieburg, im Osten an die Stadt Lindenfels, im Süden an die Gemeinde Fürth und die Stadt Heppenheim und im Westen an die Stadt Bensheim.

### Gemeindegliederung
Lautertal besteht aus den neun Ortsteilen und drei Weilern
- Reichenbach (Sitz der Gemeindeverwaltung),
- Lautern,
- Gadernheim,
- Raidelbach,
- Knoden mit dem Weiler Breitenwiesen,
- Schannenbach,
- Elmshausen,
- Beedenkirchen,
- Staffel und den benachbarten Weilern Schmal-Beerbach und Wurzelbach.

## Geschichte
Die Gemeinde Lautertal entstand am 31. Dezember 1971 im Zuge der Gebietsreform in Hessen durch den freiwilligen Zusammenschluss von vier bis dahin selbstständigen Gemeinden: Elmshausen (ohne den Ortsteil Wilmshausen), Gadernheim (mit Raidelbach, aber ohne den Ortsteil Kolmbach), Lautern und Reichenbach, in die am gleichen Tag die Gemeinde Beedenkirchen (mit Staffel) eingegliedert wurde. Am 1. August 1972 wurden die Gemeinden Knoden und Schannenbach sowie Teile der zur Stadt Bensheim gehörigen Gemarkung Reichenbach kraft Gesetzes in die neu entstandene Gemeinde eingegliedert. Am 1. Januar 1977 folgte der Weiler Schmal-Beerbach, das bis dahin der Gemarkung Ober-Beerbach und der Gemeinde Seeheim (Landkreis Darmstadt) angehörte.
Für die Ortsteile Reichenbach, Elmshausen, Lautern, Gadernheim, Raidelbach, Knoden mit Breitenwiesen, Schannenbach und Beedenkirchen mit Schmal-Beerbach, Staffel und Wurzelbach wurde je ein Ortsbezirk mit einem Ortsbeirat und Ortsvorsteher nach der Hessischen Gemeindeordnung eingerichtet.
Eine Besonderheit der Gemeinde ist die Spitzenposition beim Hebesatz für die von Haus- und Wohnungseigentümern zu zahlende Grundsteuer mit 1050 Prozent im Jahre 2020.
Der Ursprung der einzelnen Gemeindeteile liegt zum Teil bereits in römischer Zeit (siehe Felsenmeer) und im Mittelalter (von einer vermutlich einmal bestehenden Burg bei Gadernheim haben sich jedoch keine Reste erhalten).
Der Name der Gemeinde wurde am 1. Juli 1980 amtlich in Lautertal (Odenwald) geändert.

## Bevölkerung

### Einwohnerstruktur 2011/2022
Nach den Erhebungen des Zensus 2011/Zensus 2022 lebten am Stichtag, dem 9. Mai 2011 / 15. Mai 2022, in Lautertal 7144/6993 Einwohner. Darunter waren 312/576 (4,4 % / 8,2 %) Ausländer, von denen 163/287 aus dem EU-Ausland, 104/143 aus anderen europäischen Ländern und 44/247 aus anderen Staaten kamen./ (Bis zum Jahr 2020 erhöhte sich die Ausländerquote auf 8,2 %.) Nach dem Lebensalter waren 1188/1125 Einwohner unter 18 Jahren, 2863/2321 zwischen 18 und 49, 1595/1826 zwischen 50 und 64 und 1495/1714 Einwohner waren älter./ Die Einwohner lebten in 3038/2001 Haushalten. Davon waren 820/? Singlehaushalte, 886/949 Paare ohne Kinder und 990/826 Paare mit Kindern, sowie 272/225 Alleinerziehende und 67/? Wohngemeinschaften./ In 607/367 Haushalten lebten ausschließlich Senioren und in 1972/1265 Haushaltungen lebten keine Senioren./

### Einwohnerentwicklung
| Lautertal: Einwohnerzahlen von 1970 bis 2022 | Lautertal: Einwohnerzahlen von 1970 bis 2022 | Lautertal: Einwohnerzahlen von 1970 bis 2022 | Lautertal: Einwohnerzahlen von 1970 bis 2022 | Lautertal: Einwohnerzahlen von 1970 bis 2022 |
| -------------------------------------------- | -------------------------------------------- | -------------------------------------------- | -------------------------------------------- | -------------------------------------------- |
| Jahr                                         |                                              |                                              |                                              | Einwohner                                    |
| 1970                                         | 1970                                         |                                              | 6.283                                        | 6.283                                        |
| 1976                                         | 1976                                         |                                              | 6.693                                        | 6.693                                        |
| 1984                                         | 1984                                         |                                              | 6.947                                        | 6.947                                        |
| 1992                                         | 1992                                         |                                              | 7.182                                        | 7.182                                        |
| 2000                                         | 2000                                         |                                              | 7.400                                        | 7.400                                        |
| 2005                                         | 2005                                         |                                              | 7.325                                        | 7.325                                        |
| 2010                                         | 2010                                         |                                              | 7.092                                        | 7.092                                        |
| 2011                                         | 2011                                         |                                              | 7.144                                        | 7.144                                        |
| 2015                                         | 2015                                         |                                              | 7.153                                        | 7.153                                        |
| 2020                                         | 2020                                         |                                              | 7.152                                        | 7.152                                        |
| 2022                                         | 2022                                         |                                              | 6.993                                        | 6.993                                        |
| Quellen: siehe folgende Liste                |                                              |                                              |                                              |                                              |

- Im Jahr 1970 zählten die in der Gemeinde Lautertal zusammengeschlossenen Gemeinden 6283 Einwohner.[19]
- Beim Zensus 2011/Zensus 2022 wurden 7144/6693 Einwohner gezählt.[10]/[11]
- Die anderen Werte vom Hessischen Statistisches Informationssystem[12] jeweils die Hauptwohnsitze zum 31. Dezember.

### Erwerbstätigkeit
Die Gemeinde im Vergleich mit Landkreis, Regierungsbezirk Darmstadt und Hessen:
|                                                   | Jahr | Gemeinde | Landkreis | Regierungsbezirk | Hessen    |
| ------------------------------------------------- | ---- | -------- | --------- | ---------------- | --------- |
| Sozialversicherungspflichtig Beschäftigte         | 2018 | 1138     | 75.286    | 1.740.388        | 2.584.005 |
| Veränderung zu                                    | 2000 | +18,7 %  | +20,9 %   | +19,2 %          | +18,8 %   |
| davon Vollzeit                                    | 2018 | 62,3 %   | 70,6 %    | 72,6 %           | 71,5 %    |
| davon Teilzeit                                    | 2018 | 37,7 %   | 29,4 %    | 27,4 %           | 28,5 %    |
| Ausschließlich geringfügig entlohnte Beschäftigte | 2018 | 476      | 15.568    | 222.301          | 369.892   |
| Veränderung zu                                    | 2000 | −14,2 %  | −4,6 %    | +8,1 %           | +7,9 %    |

| Branche                         | Jahr | Gemeinde | Landkreis | Regierungsbezirk | Hessen |
| ------------------------------- | ---- | -------- | --------- | ---------------- | ------ |
| Produzierendes Gewerbe          | 2000 | 57,9 %   | 39,6 %    | 27,0 %           | 30,6 % |
|                                 | 2018 | 38,7 %   | 32,0 %    | 20,4 %           | 24,3 % |
| Handel, Gastgewerbe und Verkehr | 2000 | 20,3 %   | 25,1 %    | 26,4 %           | 25,1 % |
|                                 | 2018 | 26,4 %   | 25,8 %    | 24,7 %           | 23,8 % |
| Unternehmensdienstleistungen    | 2000 | 05,4 %   | 11,6 %    | 25,1 %           | 20,2 % |
|                                 | 2018 | 18,0 %   | 15,3 %    | 31,7 %           | 26,2 % |
| Sonstige Dienstleistungen       | 2000 | 15,4 %   | 22,0 %    | 20,1 %           | 22,5 % |
|                                 | 2018 | 16,0 %   | 25,1 %    | 22,8 %           | 25,2 % |
| Sonstiges (bzw. ohne Zuordnung) | 2000 | 00,9 %   | 01,7 %    | 01,4 %           | 01,5 % |
|                                 | 2018 | 00,9 %   | 01,1 %    | 00,3 %           | 00,4 % |

### Konfessionsstatistik
| • 1987: | 5125 evangelische (= 74,0 %), 1207 katholische (= 17,4 %), 593 sonstige (= 8,6 %) Einwohner    |
| • 2011: | 4187 evangelische (= 58,6 %), 1244 katholische (= 17,4 %), 1713 sonstige (= 24,00 %) Einwohner |

## Politik

### Gemeindevertretung
Die Kommunalwahl am 14. März 2021 lieferte folgendes Ergebnis, in Vergleich gesetzt zu früheren Kommunalwahlen:
| Sitzverteilung in der Gemeindevertretung 2021Insgesamt 25 Sitze - SPD: 7 - Grüne: 4 - LBL: 6 - CDU: 8 | Parteien und Wählergemeinschaften | Parteien und Wählergemeinschaften           | % 2021 | Sitze 2021 | % 2016 | Sitze 2016 | % 2011 | Sitze 2011 | % 2006 | Sitze 2006 | % 2001 | Sitze 2001 |
| Sitzverteilung in der Gemeindevertretung 2021Insgesamt 25 Sitze - SPD: 7 - Grüne: 4 - LBL: 6 - CDU: 8 | SPD                               | Sozialdemokratische Partei Deutschlands     | 26,2   | 7          | 30,6   | 9          | 45,5   | 14         | 50,6   | 16         | 51,8   | 16         |
| Sitzverteilung in der Gemeindevertretung 2021Insgesamt 25 Sitze - SPD: 7 - Grüne: 4 - LBL: 6 - CDU: 8 | CDU                               | Christlich Demokratische Union Deutschlands | 30,9   | 8          | 27,6   | 9          | 33,6   | 11         | 33,7   | 10         | 30,8   | 10         |
| Sitzverteilung in der Gemeindevertretung 2021Insgesamt 25 Sitze - SPD: 7 - Grüne: 4 - LBL: 6 - CDU: 8 | GRÜNE                             | Bündnis 90/Die Grünen                       | 17,7   | 4          | –      | –          | —      | —          | —      | —          | —      | —          |
| Sitzverteilung in der Gemeindevertretung 2021Insgesamt 25 Sitze - SPD: 7 - Grüne: 4 - LBL: 6 - CDU: 8 | GLL                               | Grüne Liste Lautertal                       | –      | –          | 10,6   | 3          | 17,1   | 5          | 6,4    | 2          | 7,1    | 2          |
| Sitzverteilung in der Gemeindevertretung 2021Insgesamt 25 Sitze - SPD: 7 - Grüne: 4 - LBL: 6 - CDU: 8 | LBL                               | Lautertaler Bürgerliste                     | 25,2   | 6          | 31,2   | 10         | —      | —          | —      | —          | —      | —          |
| Sitzverteilung in der Gemeindevertretung 2021Insgesamt 25 Sitze - SPD: 7 - Grüne: 4 - LBL: 6 - CDU: 8 | UBL                               | Unabhängige Bürgervertretung Lautertal      | –      | –          | —      | —          | 3,8    | 1          | —      | —          | —      | —          |
| Sitzverteilung in der Gemeindevertretung 2021Insgesamt 25 Sitze - SPD: 7 - Grüne: 4 - LBL: 6 - CDU: 8 | FWGL                              | Freie Wählergemeinschaft Lautertal          | –      | –          | —      | —          | —      | —          | 7,0    | 2          | 10,3   | 3          |
| Sitzverteilung in der Gemeindevertretung 2021Insgesamt 25 Sitze - SPD: 7 - Grüne: 4 - LBL: 6 - CDU: 8 | FDP                               | Freie Demokratische Partei                  | –      | –          | —      | —          | —      | —          | 2,2    | 1          | —      | —          |
| Sitzverteilung in der Gemeindevertretung 2021Insgesamt 25 Sitze - SPD: 7 - Grüne: 4 - LBL: 6 - CDU: 8 | gesamt                            | gesamt                                      | 100,0  | 25         | 100,0  | 31         | 100,0  | 31         | 100,0  | 31         | 100,0  | 31         |
| Sitzverteilung in der Gemeindevertretung 2021Insgesamt 25 Sitze - SPD: 7 - Grüne: 4 - LBL: 6 - CDU: 8 | Wahlbeteiligung in %              | Wahlbeteiligung in %                        | 60,6   | 60,6       | 58,7   | 58,7       | 53,8   | 53,8       | 54,3   | 54,3       | 59,2   | 59,2       |

### Bürgermeister
Nach der hessischen Kommunalverfassung wird der Bürgermeister für eine sechsjährige Amtszeit gewählt, seit dem Jahr 1993 in einer Direktwahl, und ist Vorsitzender des Gemeindevorstands, dem in der Gemeinde Lautertal (Odenwald) neben dem Bürgermeister ehrenamtlich ein Erster Beigeordneter und sieben weitere Beigeordnete angehören. Bürgermeister ist seit dem 6. November 2017 der parteiunabhängige Andreas Heun. Sein Amtsvorgänger Jürgen Kaltwasser (SPD) beendete im 63. Lebensjahr seine vierte Amtszeit vorzeitig und trat am 31. Juli 2017 in den Ruhestand. Der Erste Beigeordnete Helmut Adam (CDU) leitete die Gemeindeverwaltung kommissarisch und die Wahl des neuen Bürgermeisters musste vorgezogen werden. Andreas Heun erhielt am 24. September 2017 im ersten Wahlgang bei 79,3 Prozent Wahlbeteiligung 56,2 Prozent der Stimmen. Es folgte eine Wiederwahl im Juni 2023.
Amtszeiten der Bürgermeister
- 2017–2029 Andreas Heun[28]
- 1996–2017 Jürgen Kaltwasser (SPD)[32]
- 1991–1996 Josef Weitzel (SPD)
- 1985–1991 Gottfried Beyß (CDU)
- 1973–1985 Josef Weitzel (SPD)
- 1972–1973 Karl Germann (SPD) (seit 1962 Bürgermeister von Reichenbach)

### Ortsbezirke
Folgende Ortsbezirke mit Ortsbeirat und Ortsvorsteher nach der Hessischen Gemeindeordnung gibt es im Gemeindegebiet:
- Ortsbezirk Reichenbach (Gebiete der ehemaligen Gemeinde Reichenbach). Der Ortsbeirat besteht aus sieben Mitgliedern.
- Ortsbezirk Elmshausen (Gebiete der ehemaligen Gemeinde Elmshausen). Der Ortsbeirat besteht aus sieben Mitgliedern.
- Ortsbezirk Lautern (Gebiete der ehemaligen Gemeinde Lautern). Der Ortsbeirat besteht aus sieben Mitgliedern.
- Ortsbezirk Gadernheim (Gebiete der ehemaligen Gemeinde Gadernheim). Der Ortsbeirat besteht aus sieben Mitgliedern.
- Ortsbezirk Raidelbach (Gebiete der ehemaligen Gemeinde Raidelbach). Der Ortsbeirat besteht aus sieben Mitgliedern.
- Ortsbezirk Knoden mit Breitenwiesen (Gebiete der ehemaligen Gemeinde Knoden mit Breitenwiesen). Der Ortsbeirat besteht aus n Mitgliedern.
- Ortsbezirk Schannenbach (Gebiete der ehemaligen Gemeinde Schannenbach). Der Ortsbeirat besteht aus sieben Mitgliedern.
- Ortsbezirk Beedenkirchen mit Schmal-Beerbach, Staffel und Wurzelbach (Gebiete der ehemaligen Gemeinden Beedenkirchen, Schmal-Beerbach, Staffel und Wurzelbach). Der Ortsbeirat besteht aus sieben Mitgliedern.

### Wappen und Flagge
Wappen

Blasonierung: „Schild geteilt; über einem silbernen Wellenbalken (Lauter) in Rot zwei silberne sechsstrahlige Sterne, unten in Schwarz ein goldenes Schrägkreuz.“
Das Wappen wurde der Gemeinde Lautertal am 19. Juli 1974 durch das Hessische Innenministerium genehmigt. Gestaltet wurde es durch den Bad Nauheimer Heraldiker Heinz Ritt.
Die Sterne im oberen Bereich des Wappens haben ihren Ursprung im Wappen der Grafen bzw. Fürsten von Erbach-Schönberg. Das Wellenband soll das Flüsschen Lauter symbolisieren, das durch Lautertal fließt und das Schrägkreuz im unteren Wappenfeld ist das Kreuz des Heiligen Sankt Andreas, dem die 1426 erbaute Kirche in Reichenbach geweiht wurde.
Flagge
Die Flagge wurde der Gemeinde am 3. März 1975 durch das Hessische Innenministerium genehmigt und wird wie folgt beschrieben:
„In der verbreiterten weißen Mittelbahn das rot-weiß-roten Flaggentuches das Gemeindewappen.“

### Partnerstädte
- Parish of Aldenham (England), seit 25. Oktober 1980
- Jarnac (Frankreich), seit 4. September 1982
- Dogliani, Piemont, Italien

## Kultur und Sehenswürdigkeiten

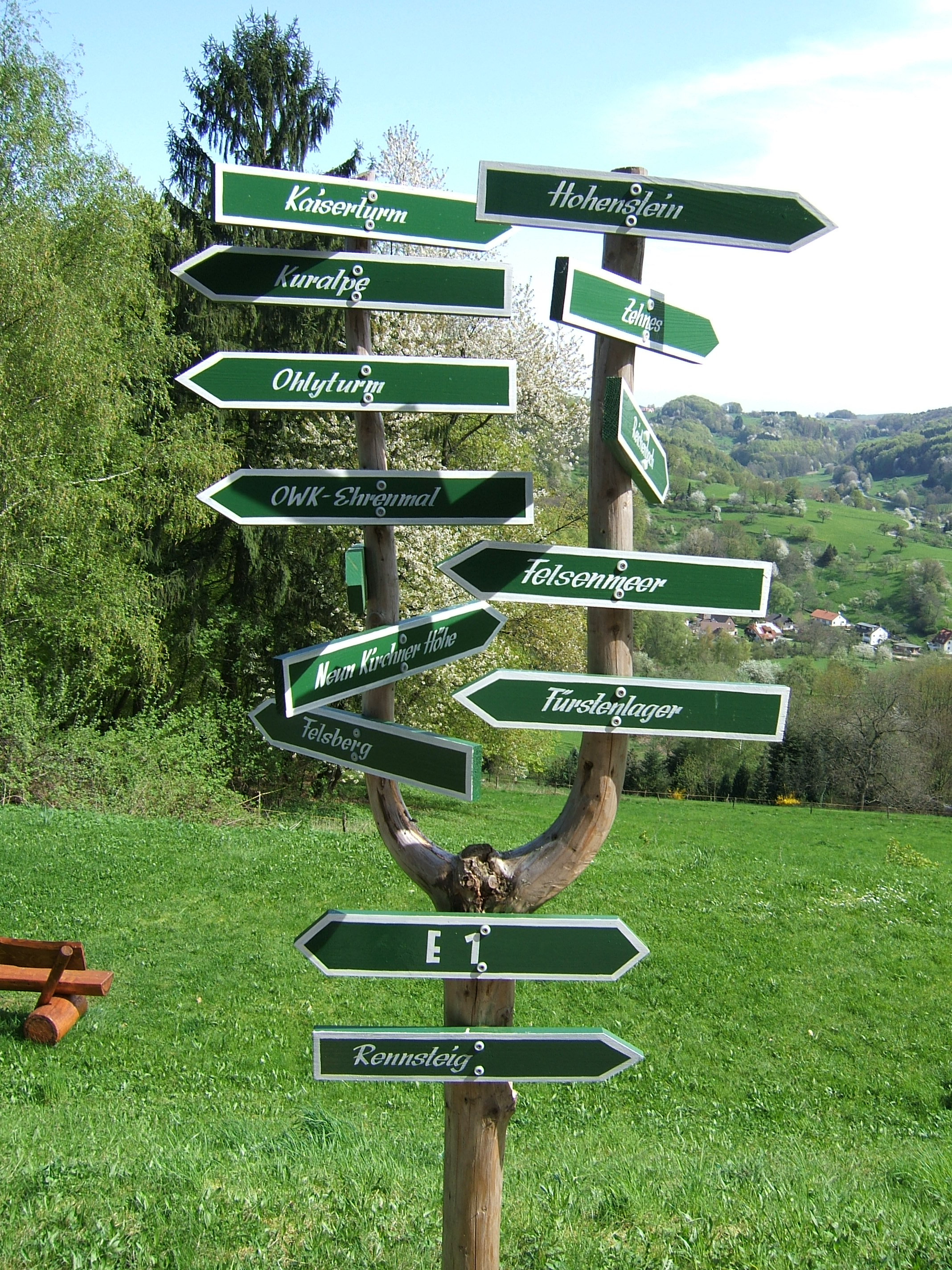
Ein Wegweiser am Waldgasthaus Am Borstein verweist auf: Kaiserturm, Kuralpe, Ohlyturm, OWK-Ehrenmal, Borstein, Neunkircher Höhe, Felsberg, Hohenstein, Zehnes, Reichenbach, Felsenmeer, Fürstenlager, E1, Rennsteig

Der Geo-Naturpark Bergstraße-Odenwald ist ein Naherholungsgebiet für zahlreiche Tagestouristen des bevölkerungsreichen Rhein-Main- und Rhein-Neckar-Gebiets. Neben zahlreichen lokalen Wanderwegen kreuzen sich in Lautertal die Europäischen Fernwanderwege E1 und E8. Der Nibelungensteig, ein 130 Kilometer langer, mit dem Gütesiegel „Qualitätsweg Wanderbares Deutschland“ zertifizierter Fernwanderweg, führt ebenfalls durch die Gemeinde.

### Felsenmeer
Bei Familien und Wanderern beliebt ist das überregional bekannte Felsenmeer am Felsberg oberhalb des Ortsteils Reichenbach. Es handelt sich um einen mit abgerundeten Granitblöcken überzogenen Berghang, der auch von Kindern leicht durchklettert werden kann. Die Römer nutzten das Felsenmeer als Granitsteinbruch. Davon zeugt unter anderem die so genannte Riesensäule.

### Hohenstein und Borstein
Im Ortsteil Reichenbach liegen zwei vom Deutschen Alpenverein anerkannte Kletterfelsen, der 17 m hohe Hohenstein und der 8 m hohe Borstein beim Waldgasthaus Am Borstein, einem ehemaligen Naturfreundehaus. Beide Felsen haben auch Aufstiegsmöglichkeiten mit geringem Schwierigkeitsgrad und werden von vielen Kletterkursen genutzt.

### Bauwerke

#### Historische Häuser
Mehrere Ortsteile haben ihre alten Fachwerkrathäuser bewahrt, zumeist aus dem 16.–17. Jahrhundert: Elmshausen mit dem 1777 erbauten Fachwerkrathaus, Reichenbach und Gadernheim (dort ist heute das Heimatmuseum untergebracht). In Gadernheim gab es bereits 1608 eine  Schmiede, heute das älteste Gebäude des Lautertals und eine der ältesten unveränderten Schmieden Hessens. Sie ist jedoch in schlechtem Zustand und wird wohl nicht mehr lange zu erhalten sein.

#### Kaiserturm

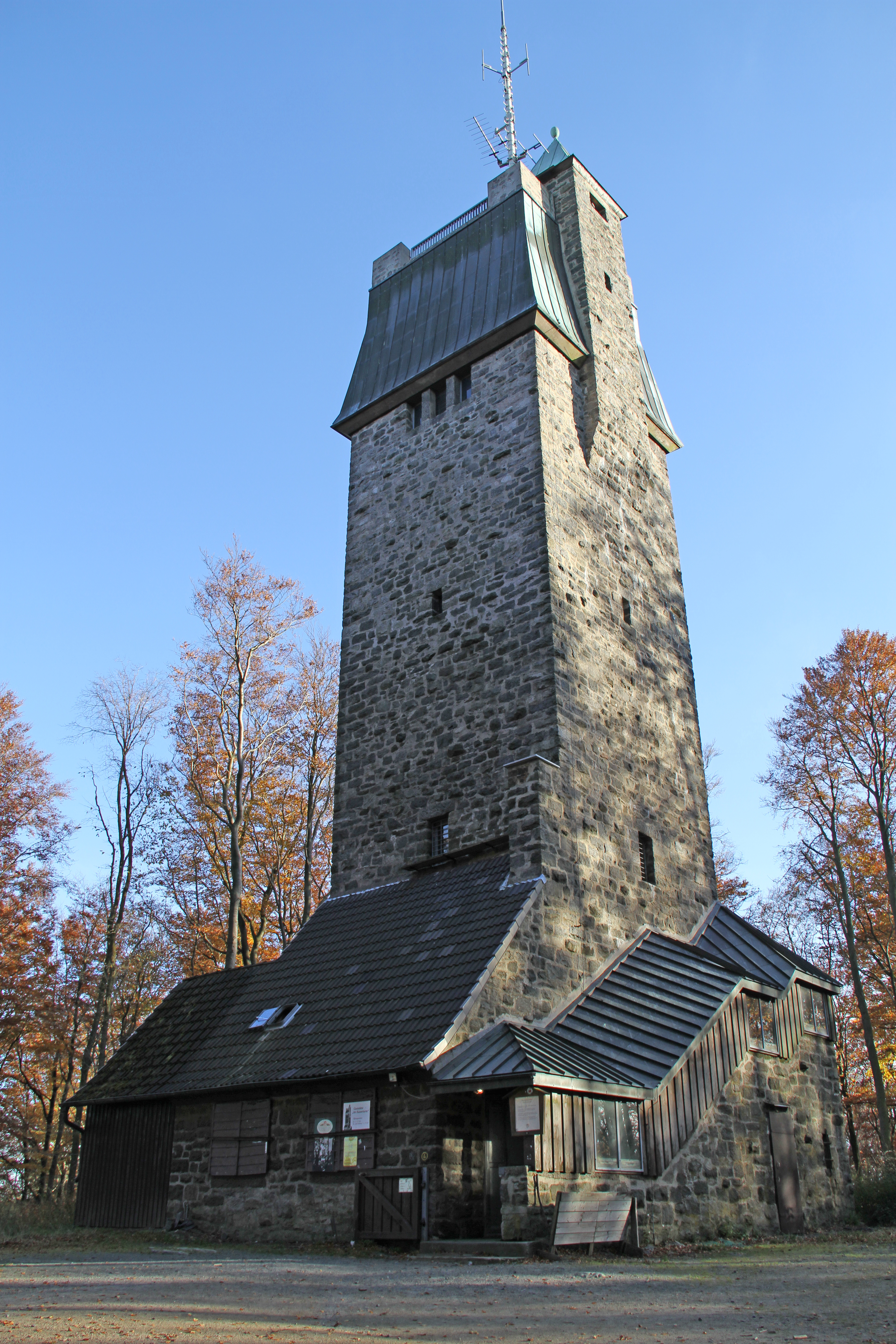
Der Kaiserturm

Auf der Neunkircher Höhe wurde 1906/07 der 34 m hohe Kaiserturm als Aussichtsturm erbaut. Vom Turm fällt der Blick über den Odenwald sowie unter anderem zum Hessischen Ried, zur Pfalz, nach Frankfurt am Main und zum Taunus.

#### Evangelische Pfarrkirche Gadernheim

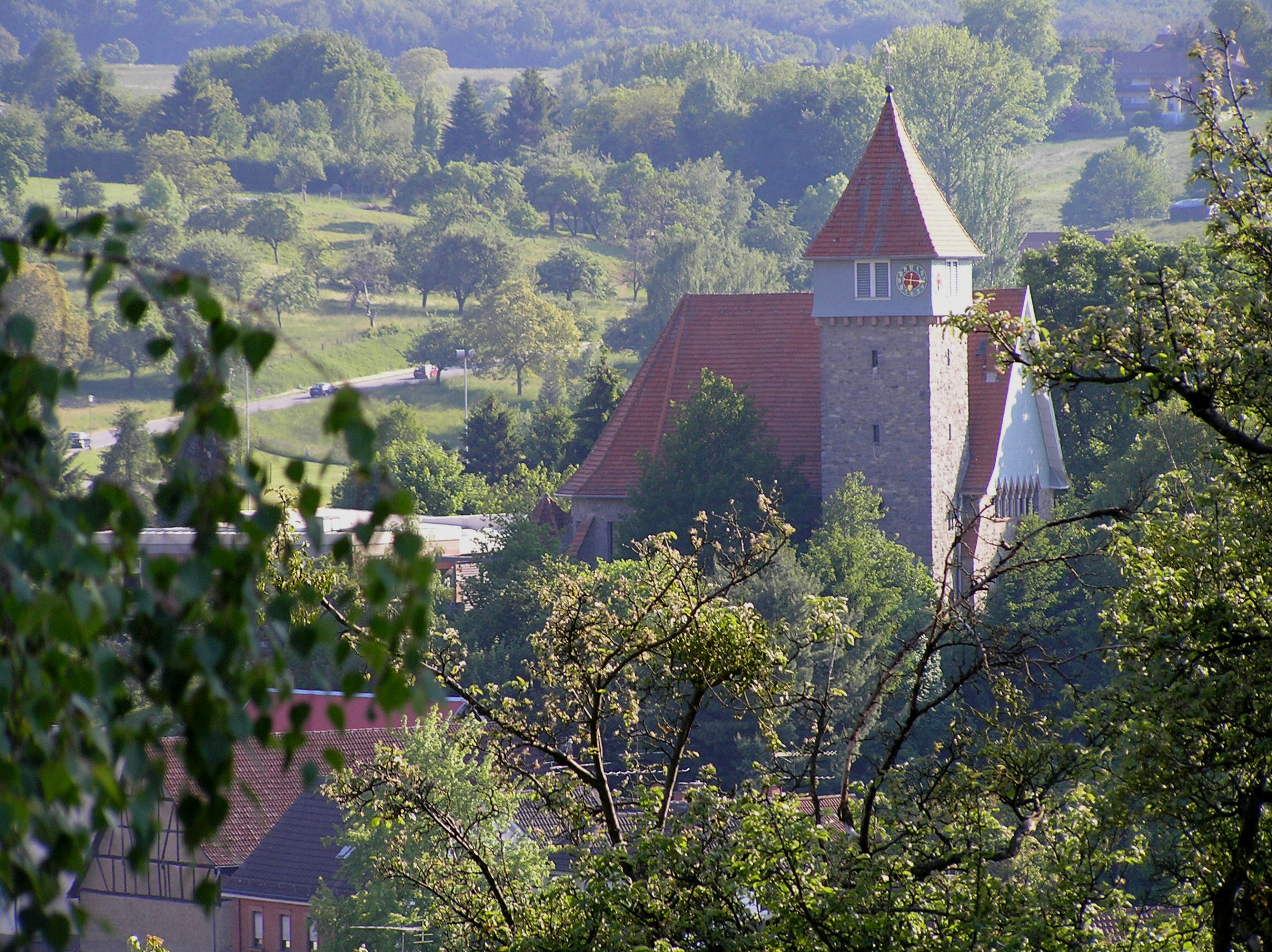
Kirche in Gadernheim

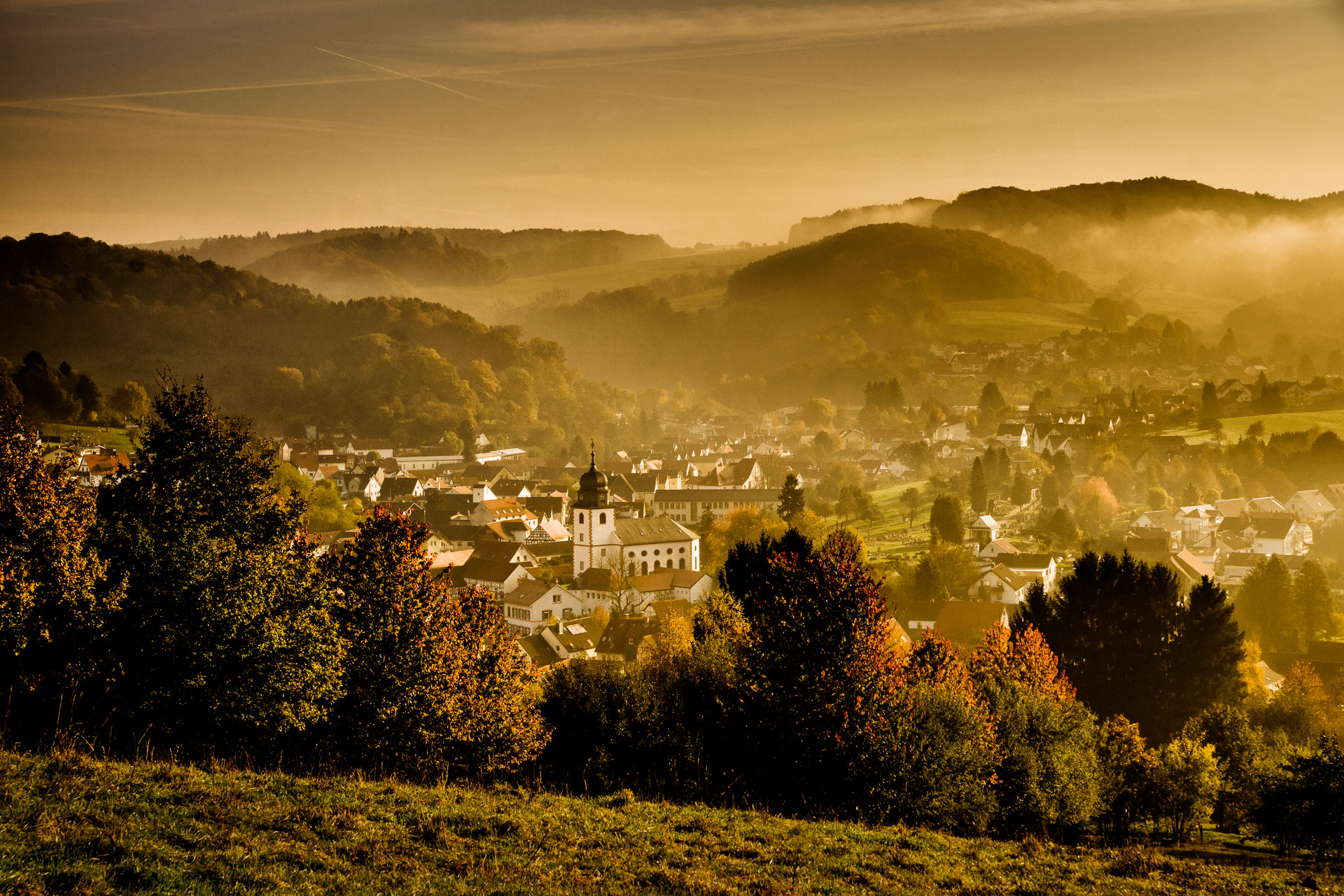
OT Reichenbach mit Felsenmeerschule. In der bewaldeten Bergkuppe in der rechten Bildhälfte befindet sich der Kletterfelsen „Hohenstein“ (2014)

1912/1913 erbaute der bekannte Jugendstil-Architekt Heinrich Metzendorf diese große Kirche im sogenannten Heimatstil. Sie dominiert, auf dem höchsten Hügel des Dorfes gelegen, das obere Lautertal. Es handelt sich um eine Saalkirche mit ausladender polygonaler Apsis und einem Fassadenturm, alles mit steilen Dächern gedeckt. Nach außen hin zeigt die Kirche vor allem Granit und – davon abgesetzt – Sandsteinelemente. Der obere Teil der Fassade und des Turmes ist mit graublau lackierten Holzschindeln verschalt. Die Ausstattung (Gestühl, Kanzelaltar) ist aus der Erbauungszeit erhalten.

### Striethteich Elmshausen
Das Naherholungsgebiet Striethteich in Elmshausen wurde vor ungefähr 40 Jahren vom Verschönerungsverein Elmshausen aus einem Sumpfgebiet geschaffen. Der Teich bietet Wasservögeln, die eine eigene kleine Insel im Teich zur Verfügung stehen haben, einen guten Lebensraum. In unmittelbarer Nähe befindet sich ein kleines Schutzhäuschen und ein kleines, wasserbetriebenes Modell der Deichertsmühle. Jedes Jahr findet dort am Himmelfahrtstag ein Frühlingsfest statt, das vom Verschönerungsverein Elmshausen und der Elmshäuser Kerwejugend organisiert wird.

Das Modell der Deichertsmühle am Elmshäuser Striethteich

### Natur und Schutzgebiete
Als Natura2000-Gebiete oder Naturschutzgebiete sind im Gemeindegebiet geschützt:
- Der „Felsberg bei Reichenbach“ (FFH-Gebiet 6218-301) mit dem Felsenmeer in den Gemarkungen Beedenkirchen und Reichenbach. Er ist gleichzeitig in identischer Ausdehnung Naturschutzgebiet.
- „Buchenwälder des Vorderen Odenwaldes“ (FFH-Gebiet 6218-302), dazu gehören einige Waldgebiete in den Gemarkungen Gadernheim, Knoden und Schannenbach.[38][39]
- „Gronauer Bach mit Hummelscheid und Schannenbacher Moor“ (FFH-Gebiet 6318-306, Gemarkungen Knoden und Schannenbach). Darin ist das Naturschutzgebiet „Schannenbacher Moor“ enthalten.
- Naturschutzgebiet „Wiesentälchen von Beedenkirchen“

Zahlreiche Einzelbäume und Felsformationen sind als Naturdenkmale ausgewiesen.
- siehe auch Liste der Naturdenkmale in Lautertal (Odenwald)

## Wirtschaft und Infrastruktur

### Flächennutzung
Das Gemeindegebiet umfasst eine Gesamtfläche von 10.200 Hektar, davon entfallen in ha auf:
| Nutzungsart             | Nutzungsart             | 2011 | 2015 |
| ----------------------- | ----------------------- | ---- | ---- |
| Gebäude- und Freifläche | Gebäude- und Freifläche | 642  | 646  |
| davon                   | Wohnen                  | 305  | 309  |
|                         | Gewerbe                 | 139  | 142  |
| Betriebsfläche          | Betriebsfläche          | 34   | 35   |
| davon                   | Abbauland               | 6    | 6    |
| Erholungsfläche         | Erholungsfläche         | 142  | 141  |
| davon                   | Grünanlage              | 40   | 40   |
| Verkehrsfläche          | Verkehrsfläche          | 559  | 569  |
| Landwirtschaftsfläche   | Landwirtschaftsfläche   | 5139 | 5115 |
| davon                   | Moor                    | 0    | 0    |
|                         | Heide                   | 0    | 0    |
| Waldfläche              | Waldfläche              | 3571 | 3574 |
| Wasserfläche            | Wasserfläche            | 53   | 55   |
| Sonstige Nutzung        | Sonstige Nutzung        | 61   | 65   |

### Kindergärten
- Evangelischer Kindergarten Beedenkirchen. Hechlergasse, Lautertal-Beedenkirchen
- Evangelischer Kindergarten Elmshausen. Buchwaldstraße 2, Lautertal-Elmshausen
- Evangelischer Kindergarten „Arche Noah“ Gadernheim. Kirchstraße 16, Lautertal-Gadernheim
- Evangelischer Kindergarten „Drosseln & Finken“ Lautern. Löserweg 12, Lautertal-Lautern
- Evangelische Kindertagesstätte Reichenbach. Knodener Straße 32, Lautertal-Reichenbach
- Naturkindergarten Reichenbach. Auf der Binn, Lautertal-Reichenbach[40]

### Schulen
- Grundschule Elmshausen. Nibelungenstraße 42, Lautertal-Elmshausen
- Mittelpunktschule Gadernheim (Grund-, Haupt-, Realschule). Heidenbergstraße 18 Lautertal-Gadernheim
- „Felsenmeerschule“ Reichenbach (Grundschule). Knodener Straße 1, Lautertal-Reichenbach[41]